# Toronto Blue Jays
Toronto Blue Jays er et canadisk baseballhold fra Toronto, Ontario, der spiller i MLB-ligaen. Blue Jays hører hjemme i Eastern Division i American League, og spiller deres hjemmekampe i Rogers Centre.
Blue Jayes blev stiftet i 1977 og er, siden Les Expos de Montréal rykkede til Washington D.C., det eneste canadiske hold i MLB. Holdet har to gange, i 1992 og 1993 vundet World Series, finalen i MLB-ligaen.